# Ben Nicholson
Benjamin Nicholson (Denham (Inglaterra), 10 de abril de 1894 — Londres, 6 de fevereiro de 1982) foi um pintor inglês.

## Biografia

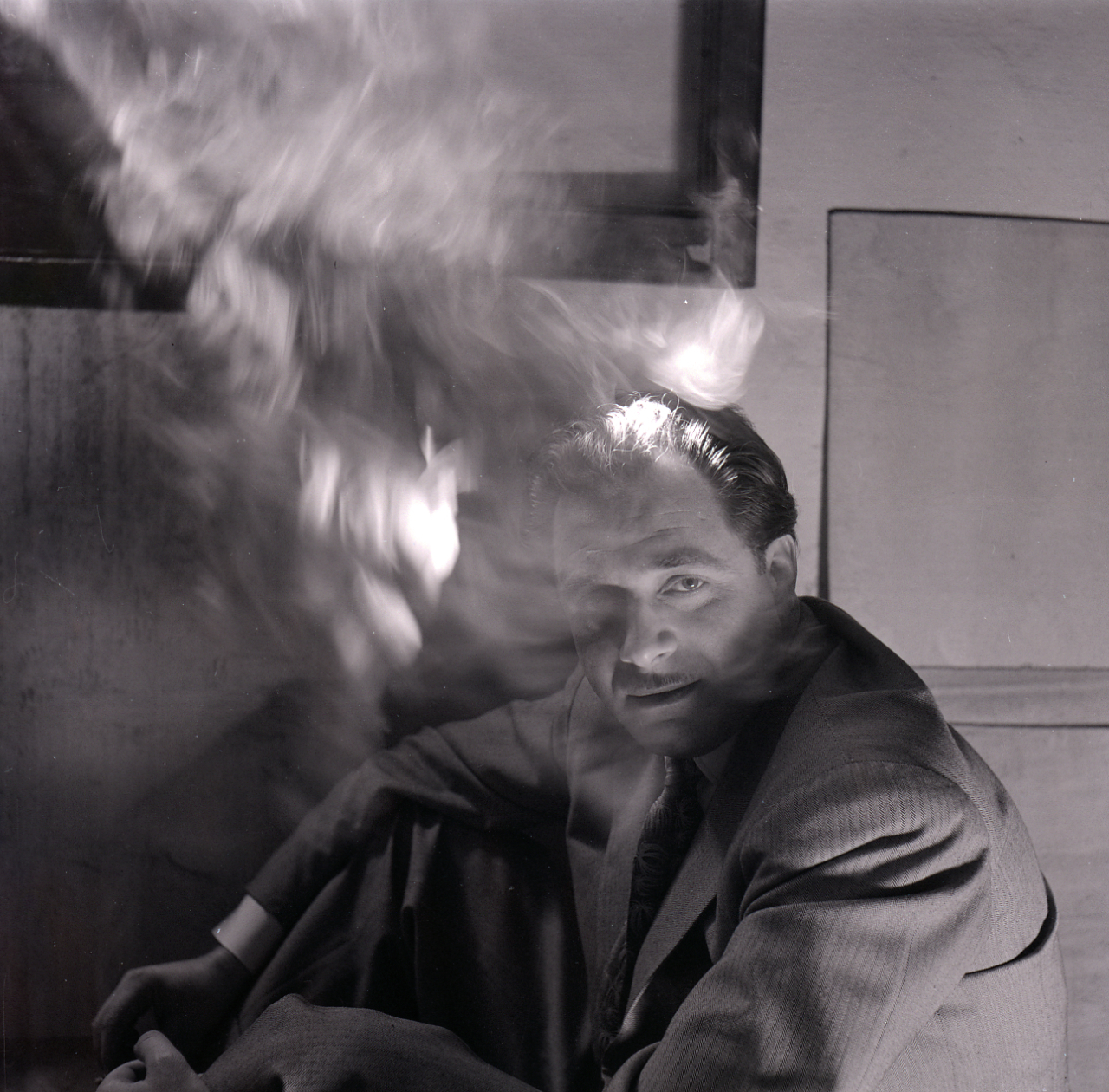
Ben Nicholson fotografado por Paolo Monti en 1960 en Brissago, Suíça.

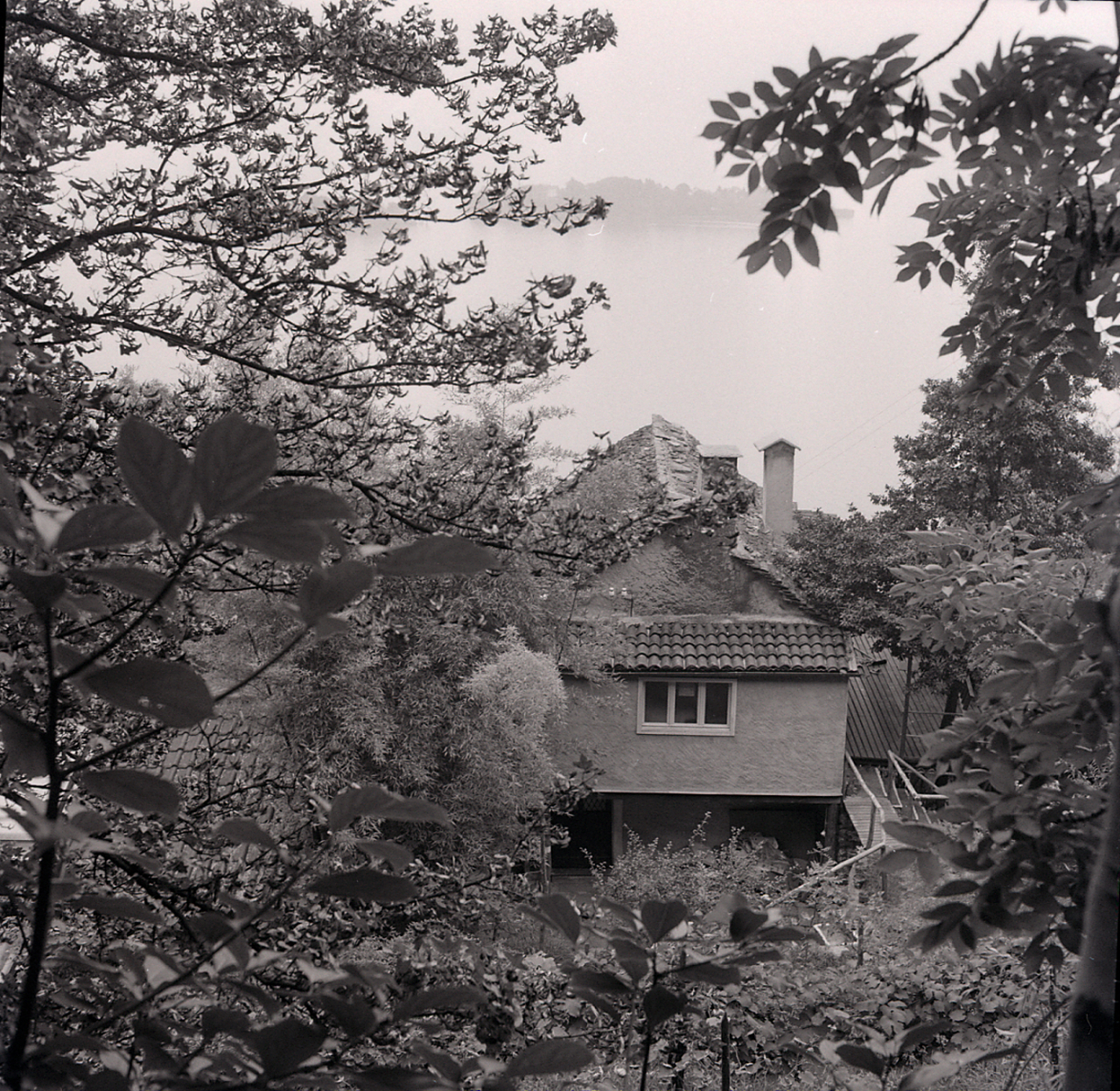
Atelier de Ben Nicholson. Foto por Paolo Monti.

Nicholson que era filho do pintor sir William Nicholson a partir dos anos vinte do século XX, passou a assinar as suas obras com o nome Ben Nicholson em vez do seu nome de nascimento Benjamin Nicholson.
Educado na Escola Gresham, entre 1910 e 1911 Ben estudou na Slade School of Art. Fez diversas viagens a França e a Itália, com a finalidade de aprender a língua desses países.
Quando rebentou a Primeira Guerra Mundial, Ben teve a sorte de ficar dispensado do serviço militar, por que sofria de asma.
As suas primeiras obras, datadas de 1919, foram naturezas mortas, que revelavam uma influência da obra de seu pai.
Em 1920, casou-se com a pintora Winifred Roberts com quem viveu até 1930, altura em que esse casamento falhou e o artista inicia uma nova relação com a escultora Bárbara Hepworth. Em 1957 volta a casar-se, mas agora com uma fotógrafa de nome Felicitas Vogler.
Em 1934, Ben Nicholson junta-se ao grupo de artistas conhecido por Grupo Unit One.
Durante a Segunda Guerra Mundial, viveu na Cornualha, pintando num exíguo estúdio várias paisagens.

## Exposições
- Adelphi Gallery (Londres) (1922)
- Pattersons Gallery (1923)
- Adelphi Gallery (1924)
- Bernheim-Jeune (Paris) (1930)
- Cubism and Abstract Art (Museu de Arte Moderna de Nova Iorque[1]

## Obra
- 1919 – Caçoilo Azul em Sombra (óleo sobre tela 48,2 cm x 64,7 cm)
- 1917 – Retrato de Edie (óleo sobre tela 47 cm x 35,6 cm)
- 1921-1922 – Natureza-morta Villa Capriccio-Castagnola (óleo sobre tela 62 cm x 75 cm)
- 1921-1923 – Cortivallo, Lugano (óleo e lápis sobre tela 45,7 cm x 61 cm)
- 1922 – Costa de Espanha (óleo sobre tábua 40,5 cm x 46 cm)
- 1923 – Dymchurch (óleo sobre tela sobre tábua 19 cm x 38,5 cm)
- 1924 – Primeira Pintura Abstracta, Chelsea (óleo e lápis sobre tela 55,4 cm x 61,2 cm)
- 1924 – Pintura Abstracta (Andrew) (óleo sobre areia sobre tela 63, 5 cm x 76 cm)
- 1924 – Truta (óleo sobre tela 56 cm x 58 cm)
- 1924 – Garrafa e Copo (óleo e lápis sobre tábua 29,1 cm x 44,8 cm)
- 1924 – Natureza-morta (Garrafa e Copos) (óleo sobre tela 55,5 cm x 76,5 cm)
- 1925 – Paisagem a Olhar Para o Este do Estúdio de Bankshead (óleo sobre tela 51 cm x 76 cm)
- 1929 – Maçãs (óleo e lápis sobre tela 43,9 cm x 67,5 cm)
- 1928 – Pell Creek (óleo gesso e lápis sobre tela 48,5 cm x 61 cm)
- 1928-1929 – Caixa Pintada (óleo sobre madeira 33 cm x 28 cm x 12,7 cm)
- 1930 – Noite de Natal (óleo e lápis sobre tela 63,7 cm x 93,7 cm)
- 1919 – Fogos Artificiais (óleo sobre tábua 130 cm x 46 cm)
- 1932 – Silhueta-Vermelho venesiano (óleo sobre tela 127 cm x 91,4 cm)
- 1932 – Au Chat Botte (óleo e lápis sobre tela 92,5 cm x 122 cm)
- 1932 – Cabeça coroada – A rainha (óleo sobre tela sobre tábua 91,4 cm x 120 cm)
- 1932 – Le Quotidien (óleo sobre tábua forrada 37,5 cm x 46 cm)
- 1933 – St. Remy, Provença (óleo e lápis sobre tábua 105 cm x 93 cm)
- 1933 – Composição – Hibiscus (óleo e gesso sobre tela 132 cm x 55,5 cm)
- 1933 – Guitarra (óleo sobre tela sobre tábua. Tela: 83 cm x 10,5 cm. Tábua 89,5 cm x 25 cm )
- 1933 – Relevo Pintado (óleo sobre tábua trabalhada 44 cm x 29 cm)
- 1934 – Relevo Pintado (óleo sobre tela talhada 15,5 cm x 16,5 cm)
- 1934 – Relevo (óleo sobre tela talhada 10 cm x 10 cm)
- 1934 – Relevo Branco (óleo sobre tábua talhada 54,4 cm x 81 cm)
- 1936 – Escultura Relevo Branco, Versão I (gesso esculpido 19 cm x 17,2 cm x 11,4 cm)
- 1937-1938 – Relevo Branco (óleo sobre tábua talhada 64 cm x 126 cm)
- 1938 – Relevo Branco, Versão I (óleo sobre tábua talhada)
- 1939 – Relevo Pintado, Versão I (óleo e lápis sobre tábua talhada 83,5 cm x 114,5 cm)
- 1941 – Relevo Pintado, Versão I (óleo e lápis sobre tábua talhada 66 cm x 140,3 cm)
- 1934 – Pintura (óleo sobre tela 72 cm x 101 cm)
- 1934 – Ballet Florentino (óleo e lápis sobre tela 35 cm x 59 cm)
- 1934-1936 – Pintura natureza-morta (óleo e gesso sobre tela 41 cm x 50,6 cm)
- 1935 – Pintura (óleo sobre tela)
- 1935 – Pintura (óleo sobre tela 60 cm x 91 cm)
- 1931-1936 - Natureza-morta Paisagem Grega (óleo e lápis sobre tela 68,5 cm x 77,5 cm)
- 1937 – Pintura (óleo sobre tela 50,6 cm x 63,5 cm)
- 1938 – Pintura Versão I (óleo sobre tela 123,5 cm x 141 cm)
- 1932-1940 – Natureza-morta (óleo e lápis sobre tela 54 cm x 67 cm)
- 1944 – Natureza-morta e Paisagem de Cornualha (óleo sobre tábua 78,7 cm x 83,8 cm)
- 1944 – Três Copos (óleo e lápis sobre tábua 17 cm x 20,8 cm)
- 1945 – Olho de Papagaio (óleo e lápis sobre tábua talhada 129 cm x 24 cm)
- 1945 – Dois Círculos (óleo sobre tela sobre tábua 46 cm x 48,5 cm)
- 1947 – Natureza-morta Odisseia I (óleo sobre tela 69 cm x 56 cm)
- 1945 – Natureza-morta (óleo sobre tela sobre tábua 68,5 cm x 68,5 cm)
- 1947 – Natureza-morta Cortina com Manchas (óleo sobre tábua 59,7 cm x 64 cm)
- 1949 – Amarelo Venoso (óleo sobre tela)
- 1949 – Trencrom (óleo e lápis sobre tela 109 cm x 79 cm)
- 1949 – Rangitane (painel curvado. Óleo sobre tábua 192 cm x 164 cm)
- 1951 – Natureza-morta Formas Elevadas (lápis, gouache e giz de cores sobre papel 49 cm x 34 cm)
- 1951 – Ópalo, Magenta e Negro (óleo sobre tela 116 cm x 161 cm)
- 1952 – Forma de Mesa (óleo sobre tela)
- 1953 – Contraponto (óleo sobre tábua 167 cm x 121,9 cm)
- 1953 – Ciclades (óleo e lápis sobre painel curvado 76 cm x 122 cm)
- 1953 – Baleares (óleo sobre tela 109 cm x 120 cm)
- 1955 – Fachada Nocturna (óleo sobre tábua 108 cm x 116 cm)
- 1957 – Trevose Amarelo (óleo e lápis sobre tela 190,5 cm x 68 cm)
- 1956 – Val D’Orcia (óleo, gesso e lápis sobre tábua 122 cm x 213,5 cm)
- 1963 – Argos (óleo e lápis em alto relevo em madeira)
- 1964 – Racciano (óleo sobre tábua talhada 138 cm x 79,5 cm)
- 1966 – Erymanthos (óleo sobre tábua talhada 121,2 cm x 185,4 cm)
- 1966 – Carnac, Vermelho e Castanho (óleo sobre tábua talhada 101,5 cm x 206 cm)
- 1967 – Relevo Toscano (óleo sobre tábua talhada 148 cm x 161 cm)
- 1971 – Golfinho (óleo sobre tábua talhada 166 cm x 67 cm)
- 1971 – Óbidos, Portugal (óleo sobre tábua talhada 130 cm x 71 cm)

## Leitura adicioonal
- Herbert Read, Ben Nicholson: Paintings, Reliefs, Drawings. London: Lund Humphries. 2 volumes, 1948, 1956
- John Read (director, narrator), Ben Nicholson: Razor Edge (video cassette). London: Arts Council of Great Britain; Balfour Films, 1985
- Jeremy Lewison, Ben Nicholson, London: Phaidon Press, 1991. ISBN 0714827177
- Jeremy Lewison, Ben Nicholson (Exhibition, 1993–1994: Tate Gallery, London; St. Etienne). London: Tate Gallery, 1993. ISBN 1854371304
- Norbert Lynton, Ben Nicholson. London: Phaidon Press, 1993. ISBN 0-7148-2813-0
- Sarah Jane Checkland, Ben Nicholson: the vicious circles of his life and art. London: John Murray, 2000. ISBN 978-0719554568
- Peter Khoroche, Ben Nicholson: drawings and painted reliefs. Aldershot: Lund Humphries, 2002. ISBN 9780853318026